# 佐藤丑次郎
佐藤 丑次郎（さとう うしじろう、1877年〈明治10年〉5月28日 - 1940年〈昭和15年〉3月16日）は、日本の法学者・政治学者。専門は憲法学、政治学。山形県出身。佐藤功の父、さとうまきこの祖父。
1899年（明治32年）に第二高等学校 (旧制)を、1902年（明治35年）に京都帝国大学法科大学政治学科を卒業。その後、京都帝大の副手、助手を経て、1906年（明治39年）に助教授（政治学・政治史担当）。1908年（明治41年）にドイツ、フランス、イギリスに留学。1911（明治43年）、京都帝国大学法科大学教授。1914年（大正3年）、澤柳事件で京都帝国大学法科大学を辞職し、中京法律学校（現：中京法律専門学校）講師に転じる。1920年（大正9年）、東北帝国大学法文学部設立委員長に就き、東北帝国大学附属工学専門部教授を併任。1922年（大正11年）、東北帝国大学法文学部教授および初代法文学部長（憲法担当）。1930年（昭和5年）、仙台法経専門学校初代校長。1939年（昭和14年）に東北帝国大学を停年退官。

## 著書

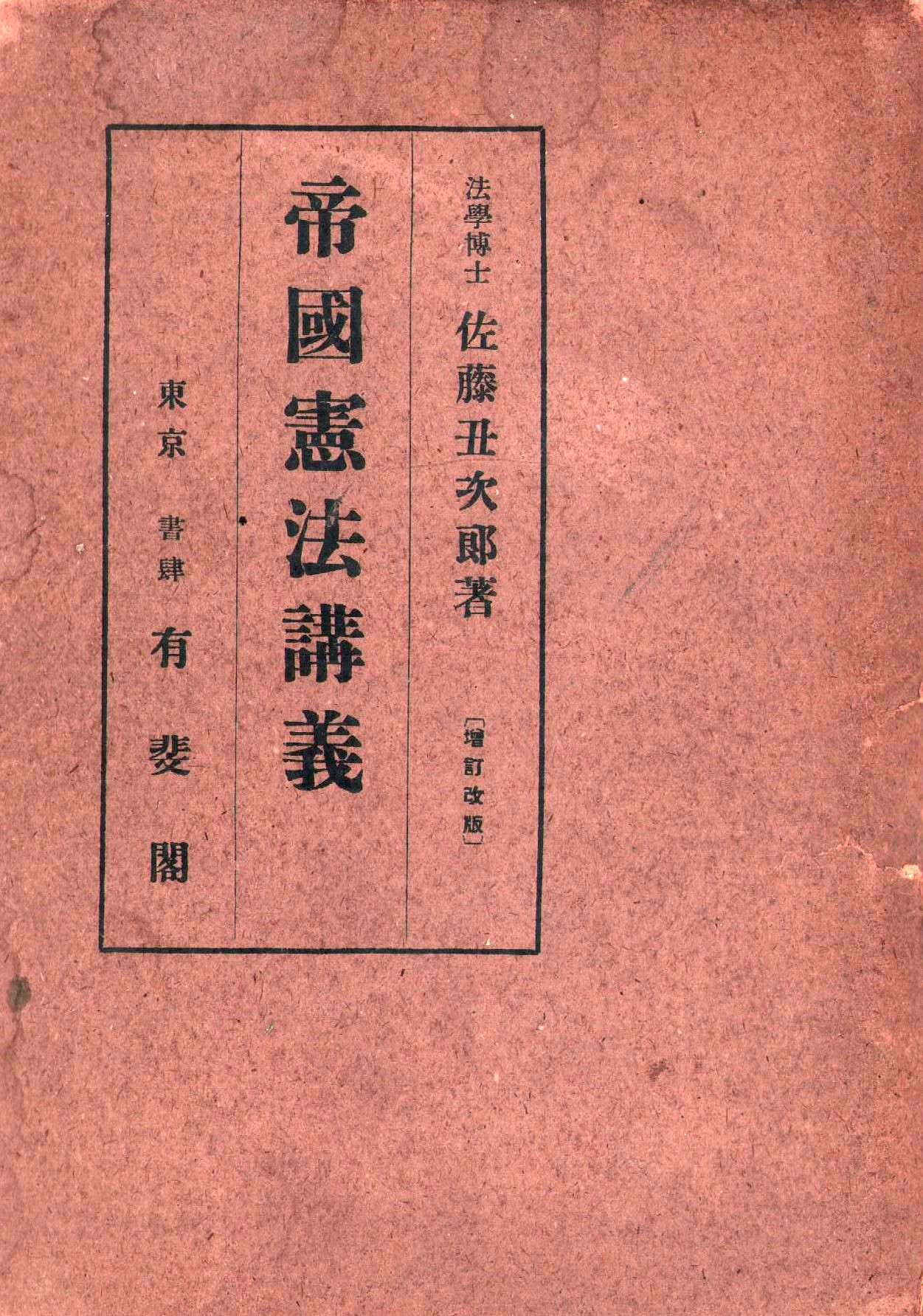
『帝國憲法講義』

大日本帝国憲法についての東北帝国大学での講義をまとめた『帝國憲法講義』は高等文官試験の受験生に広く使われた。
- 『代議士と選挙』工業之日本社、1920年 NDLJP:1079288
- 『帝國憲法講義』有斐閣
  - 1931年初版 NDLJP:1280114
  - 1936年増訂版 NDLJP:1270225
  - 1943年改訂改版 NDLJP:1270005
- 『政治学』有斐閣、1935年 NDLJP:1269970
- 『憲政と軍人』日本評論社、森五六ほか共著、1936年
- 『憲法』日本評論社、1939年 NDLJP:1113115